# Polski Narodowy Katolicki Kościół w RP
Polski Narodowy Katolicki Kościół w Rzeczypospolitej Polskiej (PNKK w RP) – Kościół starokatolicki prawnie działający na terenie Polski. Kościół, zgodnie ze statutem, może być reprezentowany przez Administratora Kościoła wraz z Sekretarzem Rady Kościoła lub Sekretarza Rady Kościoła wraz ze Skarbnikiem Rady Kościoła. Administratorem PNKK w RP jest bp Stanisław Będzieszak.
Według danych z Narodowego Spisu Powszechnego z 2021, przynależność do Kościoła zadeklarowały 462 osoby. 

## Historia

### Tło historyczne
Polski Narodowy Katolicki Kościół w RP nawiązuje do tradycji Polskiego Narodowego Kościoła Katolickiego (PNKK), założonego w 1897 przez polskich katolików w Ameryce Płn., w wyniku sprzeciwu wobec dominacji duchownych pochodzeń niemieckiego i irlandzkiego. Wierni pragnęli wglądu w finanse parafii, a przede wszystkim liturgii w języku polskim. Stolica Apostolska odrzuciła wszelkie postulaty polskich emigrantów, w tym momencie wierni wymówili wierność papieżowi i założyli własny Kościół. Jego pierwszym przywódcą i biskupem był Franciszek Hodur, który włączył nowo powstały Kościół do Unii Utrechckiej.
W 1924 powstała pierwsza w kraju narodowa parafia w Krakowie. Po 1945 władze Polski Ludowej niechętnym okiem patrzyły na starania o legalizację Polskiego Narodowego Kościoła Katolickiego, ponieważ na jego czele stał obywatel Stanów Zjednoczonych biskup Franciszek Hodur. W 1951 diecezja polska PNKK częściowo w wyniku presji władz ogłosiła autokefalię od pozostałych diecezji Polskiego Narodowego Kościoła Katolickiego i utworzyła Kościół Polskokatolicki.

### Powstanie Polskiego Narodowego Katolickiego Kościoła w RP (1995–2007)
27 czerwca 1995 na kolejnym synodzie Kościoła Polskokatolickiego w Jabłonnie na zwierzchnika wspólnoty wybrano bpa prof. dr hab. Wiktora Wysoczańskiego. Ingres bpa Wysoczańskiego odbył się w grudniu 1996 w Warszawie. Nowego zwierzchnika nie zaakceptowała część duchownych i wiernych, wśród nich znalazł się ks. Tomasz Rybka (proboszcz parafii Dobrego Pasterza w Warszawie), który rozpoczął w mediach oraz wśród duchowieństwa kampanię na rzecz unieważnienia decyzji demokratycznego Synodu Kościoła. Rozmowy między stronami nie przyniosły żadnego oczekiwanego efektu, a wręcz przeciwnie, ich przeciąganie podsycało telewizję i prasę do nagłaśniania problemów Kościoła.
W 1997 z inicjatywy ks. bpa prof. dr hab. Wiktora Wysoczańskiego (przy zdecydowanie niskim poparciu społeczności Kościoła Polskokatolickiego w RP) zawiązano pod patronatem bpa Hansa Gernego czasowe porozumienie z ks. Tomaszem Rybką, budzące duże nadzieje na ostateczne zakończenie konfliktu. Uznane przez grupę rozłamową porozumienie zawierało jednoznaczne stwierdzenie (które obydwie strony uznały za niepodważalne) że nie można kwestionować wyboru i święceń bpa Wysoczańskiego. W piśmie polskokatolickim "Rodzina" i na stronie internetowej Kościoła Polskokatolickiego w RP w czasie trwającego porozumienia ukazywały się artykuły przedstawiające życie duszpasterskie parafii polskokatolickiej Dobrego Pasterza. 1 lipca 1998 porozumienie zostało nieoficjalnie zerwane przez ks. Tomasza Rybkę (w rozumieniu opinii bpa Hansa Gernego, zadecydowało o tym odmienne od zawartego porozumienia zachowanie ks. Rybki podczas Synodu Kościoła Polskokatolickiego w RP w czerwcu 1998).
W 2003 Rada Kościoła Polskokatolickiego w RP jednogłośnie zdecydowała o skreśleniu z listy duchownych ks. Tomasza Rybki i jego ojca ks. Jerzego Rybki (oficjalnym powodem tej decyzji była nieprawość i nieumiejętność dostosowania się do zasad panujących w Kościele Polskokatolickim w RP) i zniesieniu (2005) parafii Dobrego Pasterza w Warszawie, mimo to nadal podawał się on za jej proboszcza, do czego w świetle prawa kościoła nie miał prawa. Ks. Tomasz Rybka uznał działania ks. bpa Wiktora Wysoczańskiego za nieprawne i podyktowane chęcią spieniężenia parafii Dobrego Pasterza.
6 października 2006 Ministerstwo Spraw Wewnętrznych i Administracji zarejestrowało Polski Narodowy Katolicki Kościół w RP. Na początku Polski Narodowy Kościół Katolicki w USA i Kanadzie sprzeciwiał się używania nazwy PNKK w RP, która sugerowała jakiekolwiek związki opisywanej wspólnoty z ich Kościołem, mimo to w Polskim Narodowym Kościele Katolickim w USA i Kanadzie istniała licząca się grupa wiernych i duchownych (min. ks. bp Antoni Rysz) wspierająca tę diasporę i popierająca ich dążenia do jedności z macierzystym Kościołem. W pierwszej połowie 2009 odbyło się kilka nieoficjalnych spotkań przedstawicieli Rady Głównej Polskiego Narodowego Kościoła Katolickiego z przedstawicielami Polskiego Narodowego Katolickiego Kościoła w RP.

### I Zbliżenie ze Światową Radą Narodowych Kościołów Katolickich (2007–2009)
W dniach 1-4 czerwca 2007 Polski Narodowy Katolicki Kościół w RP zorganizował wraz ze Światową Radą Narodowych Kościołów Katolickich pierwszą wspólną konferencję w Warszawie. Konferencja rozpoczęła się od uroczystej mszy św. w kościele centralnym PNKK pw. Dobrego Pasterza, której przewodniczył arcybiskup António José da Costa Raposo - zwierzchnik Kościoła Narodowego Portugalii i przewodniczący Światowej Rady Narodowych Kościołów Katolickich. Po konferencji wydano oświadczenie:
"Kościoły narodowe wyrosłe z pnia starokatolicyzmu, z ubolewaniem przyjmują wieści o ordynacji kobiet w Kościołach Starokatolickich Unii Utrechckiej oraz o udzielaniu ślubów kościelnym parom homoseksualnym; Uważamy to za zaprzeczenie starokatolickiej tradycji kościoła(...). W sprawie przystąpienia PNKK w RP do Światowej Rady Katolickich Kościołów Narodowych: (...) jesteśmy otwarci na kontynuację rozpoczętego dialogu. Dziś nie możemy podjąć żadnych konkretnych decyzji, ponieważ musimy poinformować wiernych o naszych rozmowach, a następnie Synod który jako jedyny, może w tej sprawie podjąć decyzje."
5 sierpnia 2007 Rada PNKK w RP postanowiła zwołać Pierwszy Synod Kościoła na czerwiec 2008. Postanowiono również nadać tytuł prałata dwóm kapłanom: ks. sen. Jerzemu Rybce i ks. sen. Franciszkowi Rygusikowi. 21 października 2007 Rada Kościoła postanowiła nadać ks. Ludwikowi Szumowskiemu jurysdykcję PNKK w RP i powierzyła misję wznowienia działalności pierwszej narodowej i katolickiej parafii w Krakowie. Obecnie parafia krakowska nie prowadzi już żadnej działalności duszpasterskiej, a sam ks. Szumowski przeszedł w 2011 do Kościoła Starokatolickiego w RP.
W dniach 19-20 stycznia 2008 w Warszawie odbyła się Pierwsza sesja I Synodu Polskiego Narodowego Katolickiego Kościoła w RP. Synod w czasie obrad potwierdził, że Kościół dąży do pełnej jedności z Polskim Narodowym Katolickim Kościołem Stanów Zjednoczonych Ameryki Północnej i Kanady. Synod na stanowisko Administratora Kościoła wybrał ks. Tomasza Rybkę, dokonał także wyboru nowych Władz Kościoła. Przewodniczącym Rady Kościoła został Jerzy Szymczyk. Synod, uchwałą, poprosił arcybiskupa Starokatolickiego Kościoła Słowacji (Augustína Bačinskiego) o czasowe objęcie opieką biskupią PNKK w RP, przy zachowaniu całkowitej niezależności PNKK w RP. W tym przypadku Synod powołał się na sytuację parafii słowackich w USA, które podlegają jurysdykcji PNKK w USA. W dniach 7-8 listopada 2009 odbywała się druga sesja I Synodu Polskiego Narodowego Katolickiego Kościoła, podczas której po raz kolejny podkreślono jedność doktrynalną z Polskim Narodowym Kościołem Katolickim, a także wprowadzono na dzień 6 października Święto Dziękczynienia Matce Kościoła Maryi.
21 września 2008 arcybiskup dr Augustín Bačinský udzielił kl. Grzegorzowi Cesarczykowi święceń diakonatu, przez co stał się on pierwszym niezależnym duchownym Polskiego Narodowego Katolickiego Kościoła w RP, wyświęconym poza Kościołem Polskokatolickim w RP. Grzegorz Cesarczyk wobec konfliktu z ks. Tomaszem Rybką pod koniec 2009 odszedł ze wspólnoty PNKK w RP.
9 października 2008 Kuria Biskupia Diecezji Warszawsko-Praskiej wydała komunikat, w którym nakazała swoim duchownym zaniechanie jakichkolwiek kontaktów z Polskim Narodowym Katolickim Kościołem w RP oraz poprosiła o poinformowanie wiernych w niedzielnych ogłoszeniach, zwłaszcza w parafiach z okolic Tarchomina, że wspólnota wyznaniowa przy ul. Modlińskiej 205A nie jest parafią rzymskokatolicką i nie wolno w niej przyjmować jakichkolwiek sakramentów.

### Zbliżenie z Polskim Narodowym Kościołem Katolickim w USA i Kanadzie (2009–2012)
5 maja 2009 bp Sylwester Bigaj otrzymał pełnomocnictwo Rady Głównej Polskiego Narodowego Kościoła Katolickiego w USA i Kanadzie do reprezentowania tego Kościoła w sporze administracyjnym toczącym się pomiędzy Polskim Narodowym Katolickim Kościołem w RP a Kościołem Polskokatolickim w RP. 30 czerwca 2009 wystosował pismo do duchownych Kościoła Polskokatolickiego w RP z propozycją przejścia pod swoją jurysdykcję i budowania diecezji misyjnej PNKK w Polsce - takiej, jaka istniała przed reorganizacją Kościoła w 1951.
Reakcją na działania bpa Sylwestra Bigaja z racji oficjalnego reprezentowania Polskiego Narodowego Kościoła Katolickiego na terenie Polski było zwołanie Ogólnopolskiej Konferencji Księży Dziekanów Kościoła Polskokatolickiego w RP w dn. 14 lipca 2009 w Konstancinie-Jeziornie. Z wielkim oburzeniem odebrano działania bpa Sylwestra Bigaja dążące do rozbicia jedności Kościoła Polskokatolickiego w RP, a także podważanie autorytetu i urzędu bpa Wiktora Wysoczańskiego. Wcześniej, bo 25 czerwca 2009 w piśmie przesłanym do Polskiego Narodowego Kościoła Katolickiego Rada Synodalna Kościoła Polskokatolickiego w RP poinformowała, że Polski Narodowy Katolicki Kościół w RP jest wykreślony nieprawomocną decyzją MSWiA z rejestru kościołów i innych związków wyznaniowych prowadzonego przez departament wyznań religijnych oraz mniejszości narodowych i etnicznych MSWiA, oraz zanegowała obecne działania bpa Sylwestra Bigaja, które nie mieściły się w wypracowanym przez lata modelu kontaktów między skonfliktowanymi obecnie wspólnotami.
16 kwietnia 2010 wyrokiem Sądu Rejonowego w Sopocie - wydziału karnego, ks. Tomasz Rybka został skazany prawomocnym wyrokiem za posługiwanie się nieprzysługującymi mu tytułami i stanowiskami oraz za podpisywanie dokumentów nie swoim imieniem i nazwiskiem.
W dniach 13-23 sierpnia 2011 Pierwszy Biskup PNKK Antoni Mikovsky wraz z bpem Sylwestrem Bigajem, odbył pierwszą, po wyborze na Pierwszego Biskupa, pielgrzymkę do Polski, podczas której odwiedził miejsce urodzin bpa Franciszka Hodura oraz modlił się na grobie męczennika bpa Józefa Padewskiego. 14 sierpnia 2011 biskupi odprawili uroczystą Mszę św. w Kościele Dobrego Pasterza w Warszawie.
Dekretem z 13 stycznia 2012, Pierwszy Biskup Polskiego Narodowego Kościoła Katolickiego, objął biskupim zwierzchnictwem Polski Narodowy Katolicki Kościół w RP. Bp Antoni Mikovsky mianował na opiekuna tego Kościoła bpa Sylwestra Bigaja, ordynariusza diecezji kanadyjskiej.

### Podział PNKK w RP na dwie grupy (2012-2013)
W 2012 w Polskim Narodowym Katolickim Kościele w RP istniały trzy parafie, jedna z nich znajdowała się w Warszawie (kierowana przez ks. Tomasza Rybkę), druga w Tarnobrzegu (kierowana przez ks. diakona Zbigniewa Czertwana) zaś trzecia w Szczecinie (kierowana przez ks. Adama Rośka). W kwietniu 2012 ujawniona została przez Ryszarda Słupeckiego (prywatnego przedsiębiorcę) sprawa ze stosunku cywilnoprawnego, rozpatrywana przez sąd gospodarczy z powództwa Haprona GmbH przeciwko Adamowi Rośkowi za niespłacone długi, co zostało wykorzystane przez warszawską grupę Kościoła do zdyskredytowania szczecińskiego lidera Kościoła i próby odwołania go ze stanowiska sekretarza bpa Sylwestra Bigaja pełniącego już wówczas funkcję biskupiego zwierzchnika PNKK w RP (w dniu 19 maja 2012 r. dwudniowy, nadzwyczajny synod Kościoła PNKK w RP wybrał bpa Sylwestra Bigaja na zwierzchnika biskupiego wspólnoty kościelnej jednocześnie wybierając na funkcję Zwierzchnika Kościoła ks. Jerzego Rybkę, w związku z podaniem się do dymisji dotychczasowego zwierzchnika ks. Tomasza Rybki). Do pierwszej utarczki doszło jeszcze w drugim dniu synodu, kiedy bp Sylwester Bigaj wbrew sugestiom ks. Jerzego Rybki wyświęcił  czterech kleryków Wyższego Seminarium Duchownego PNKK w RP nie na diakonów PNKK w RP, ale na diakonów PNKK w USA i Kanadzie (zastosowanie odmiennej formuły święceń oraz przyjęcie od diakonów w czasie mszy świętej publicznych przyrzeczeń na wierność Pierwszemu Biskupowi PNKK w USA i Kanadzie). W dniu 20 maja 2012 r., pierwszy raz od 1951 r., Polski Narodowy Kościół Katolicki w USA i Kanadzie wyświęcił na terenie Polski swoich czterech nowych diakonów, tj. ks. Władysława Czachora, ks. Zbigniewa Czertwana, ks. Daniela Makowskiego i ks. Grzegorza Wyszyńskiego. W lipcu 2012 r. w łonie Kościoła doszło do ostrego konfliktu na tle sprawowania władzy nad wspólnotą kościelną, między liderem warszawskiej wspólnoty a liderem w Szczecinie. Ks. Adam Rosiek pod pretekstem uporządkowania odpowiednich relacji pomiędzy biskupem a poszczególnymi kościelnymi jednostkami, częściowo za wiedzą bpa Sylwestra Bigaja, podjął nieudaną próbę podporządkowania sobie całej wspólnoty PNKK w RP. Działania te spotkały się z natychmiastową i zdecydowanie negatywną reakcją ze strony wspólnoty warszawskiej i jej lidera ks. Tomasza Rybki, dzięki któremu PNKK po ponad półwieczu odrodził się na ziemiach polskich. W reakcji na nie mające usankcjonowania prawnego działania ks. Adama Rośka zwierzchnik Kościoła, ks. Jerzy Rybka podjął interwencję najpierw u bpa Sylwestra Bigaja, a kiedy ta droga zawiodła zwrócił się z  bezpośrednią prośbą o interwencję do Pierwszego Biskupa PNKK w USA, Antoniego Mikovskiego. Reakcją na tę interpelację były decyzje Pierwszego Biskupa PNKK w USA o wstrzymaniu już rozpoczętych intensywnych działań odtwarzających misję kościelną na terenie Polski oraz o objęciu PNKK w RP bezpośrednią opieką biskupią. W PNKK w RP w okresie od czerwca 2012 r. do sierpnia 2012 r. doszło do otwartego konfliktu pomiędzy grupą warszawską a grupą szczecińską. Trzecia, najmniej liczna grupa - tarnobrzeska, nie będąc w jakikolwiek sposób zainteresowana tym konfliktem, zachowała w tym czasie neutralność, nie opowiadając się po którejkolwiek stronie konfliktu, ale niezmiennie uznając zwierzchnictwo biskupie bpa Sylwestra Bigaja, który w tamtym czasie (aż do 19 stycznia 2013 r., a formalnie do września 2013 r., kiedy odpowiednią decyzję zatwierdziła Rada Kościoła PNKK w USA i Kanadzie) z ramienia Rady Kościoła PNKK w USA i Kanadzie pełnił zwierzchnictwo biskupie nad PNKK w RP.  We wrześniu 2012 r. bp Sylwester Bigaj zwrócił się pisemnie do wyświęconych przez siebie w imieniu PNKK w USA diakonów o niewłączanie się w trwający w Kościele konflikt oraz o dochowanie mu wierności jako biskupowi reprezentującemu w Polsce Polski Narodowy Kościół Katolicki w USA i Kanadzie. 
W okresie od sierpnia 2012 r. do września 2013 r. w polskich strukturach  PNKK w USA i Kanadzie powstała niejasna sytuacja dwuwładzy. Pomimo nagłej i nieoczekiwanej zmiany frontu działań Pierwszego Biskupa PNKK w USA, bpa Antoniego Mikovskiego, który postanowił jednoosobową decyzją wstrzymać działania misyjne Kościoła w Polsce pozostawiając bez opieki biskupiej wówczas już kilkunastu swoich polskich duchownych i prawie półtora tysiąca wiernych skupionych w trzech krajowych parafiach, jego oficjalny (do września 2013 r.) pełnomocnik na Polskę i zwierzchnik biskupi Rady Kościoła PNKK w USA dla PNKK w Polsce, bp Sylwester Bigaj podjął decyzję o niepodporządkowaniu się niezgodnej ze statutem Kościoła decyzji Pierwszego Biskupa oraz o kontynuowaniu dalszych działań zmierzających do utworzenia na terenie Polski misji Kościoła. Ta decyzja skutkowała upoważnieniem przez bpa S. Bigaja ks. Adama Rośka do prowadzenia na terenie Polski szeroko zakrojonych działań w celu reaktywacji przerwanej przez komunistyczne władze PRL w 1951 r. Diecezji Polskiej PNKK w USA i Kanadzie.
We wrześniu 2012 ks. Adam Rosiek postanowił nawiązać kontakt z ks. Stanisławem Będzieszakiem – byłym księdzem Kościoła Starokatolickiego w RP, zajmującym od kilku miesięcy majątek parafii pw. Miłosierdzia Bożego w Kamiennej Górze i utworzyć nową wspólnotę pod nazwą "Seniorat Misyjny PNKK". W budowę nowej organizacji, zgodnie z zaleceniem bpa Sylwestra Bigaja (nadal oficjalnie reprezentującego PNKK w USA i Kanadzie) włączyli się tarnobrzeska parafia PNKK w RP oraz większość diakonów wyświęcona wcześniej przez bpa Sylwestra Bigaja w parafii przy ul. Modlińskiej, a także inni niezależni księża, którzy wierząc w posiadaną pełną aprobatę władz PNKK w USA i Kanadzie, a nie mając jakiejkolwiek wiedzy o objęciu bezpośrednią opieką biskupią  PNKK w RP przez Pierwszego Biskupa PNKK Antoniego Mikovskiego, faktycznie rozpoczęli wraz z ówczesnym pełnomocnikiem PNKK w USA dla Kościoła w Polsce, biskupem Sylwestrem Bigajem budowanie struktur nowego Kościoła od podstaw, w całkowitej opozycji do warszawskiej grupy PNKK w RP. Tak powstał zalegalizowany 27 czerwca 2014 Polski Narodowy Katolicki Kościół w Kanadzie – Seniorat Misyjny w Polsce.
19 stycznia 2013, na skutek konfliktu personalnego pomiędzy Pierwszym Biskupem PNKK w USA Antonim Mikovskym a bp Sylwestrem Bigajem, ordynariuszem Diecezji Kanadyjskiej PNKK i pełnomocnikiem Rady Kościoła PNKK w USA i Kanadzie dla PNKK w RP oraz w obliczu fiaska działań  bpa Sylwestra Bigaja zmierzających do przyjęcia na powrót pod jurysdykcję PNKK w USA obecnych trzech diecezji Kościoła Polskokatolickiego (dawnej, do 1951 r. Diecezji Polskiej PNKK w USA, Kanadzie i Polsce), bp Sylwester Bigaj został jednoosobową decyzją zwierzchnika PNKK w USA złożony z wszelkich urzędów kościelnych, suspendowany i wykluczony z PNKK w USA. Bp Sylwester Bigaj odwołał się od tej decyzji do Rady Kościoła PNKK w USA i Kanadzie. Decyzja ta została jednak utrzymana w mocy i zatwierdzona przez Radę Kościoła PNKK w USA i Kanadzie, jednak dopiero we wrześniu 2013 r. Bp Sylwester Bigaj pozostał jednak nadal zwierzchnikiem Polskiego Narodowego Katolickiego Kościoła - Senioratu Misyjnego w Polsce oraz zwierzchnikiem autonomicznego od władz w USA (autokefalia od października 2013 r.) - Polskiego Narodowego Kościoła Katolickiego w Kanadzie. Warszawska wspólnota parafialna PNKK w RP pozostała objęta bezpośrednią opieką biskupią bpa Antoniego Mikovskiego, zwierzchnika PNKK w USA. W styczniu 2014 r. na głównej stronie internetowej Kościoła Polskokatolickiego w RP zostały opublikowane decyzje Pierwszego Biskupa PNKK w USA o wycofaniu opieki biskupiej dla warszawskiej parafii PNKK w RP oraz o jedności wiary PNKK w USA na terenie Polski wyłącznie z Kościołem Polskokatolickim w RP.
Od 2013 r. ks. Tomasz Rybka stał się aktywnym członkiem Ekumenicznej Kongregacji Cystersów Zakonu Port Royal (przyjął imię zakonne Łukasz), dzięki czemu zakon ten wszedł w skład Polskiego Narodowego Katolickiego Kościoła w RP wraz ze wspólnotami w Choszcznie i Drawnie. W pierwszej połowie 2013 Kościół sygnalizował chęć zawarcia pełnej jedności z Kościołem Polskokatolickim w RP, jednak ze względu na zaszłości ostatnich lat nie było to możliwe.
29 kwietnia 2013 biskup Antoni Mikovsky wystosował list otwarty do MSWiA w którym ostatecznie potwierdził, że Kościół Polskokatolicki w RP jest jedynym wyznaniem z którym Polski Narodowy Kościół Katolicki utrzymuje łączność na terenie Polski. Pismo to oficjalnie uregulowało na nowo stosunki pomiędzy Kościołami i utwierdziło je w jedności wiary i moralności.

### Członkostwo w Światowej Radzie Narodowych Kościołów Katolickich (od 2013)
Trzeci Synod Ogólnopolski Polskiego Narodowego Katolickiego Kościoła w RP zwołany w dniu 11 sierpnia 2013 zadecydował o ponownym zbliżeniu się PNKK do Światowej Rady Narodowych Kościołów Katolickich. Synod wyznaczył ks. Jerzego Rybkę na biskupa i nakazał przyjąć święcenia biskupie w dniu 15 września 2013 w Nitrze na Słowacji. Uroczystej konsekracji biskupiej dokonali abp dr Augustín Bačinský (Kościół Starokatolicki na Słowacji), bp Antonín Jelínek (Apostolski Episkopalny Kościół Katolicki) oraz bp Leonardo Beg ze (Starokatolicki Generalny Wikariat św. Metodego w Chorwacji). W dniu 15 września 2013 abp dr Augustín Bačinský erygował Wikariat Generalny w Niemczech i powierzył pieczę nad nim swojemu biskupowi pomocniczemu Jerzemu Rybce. Siedziba Wikariatu znajduje się w Blankenfelde pod Berlinem. 26 listopada 2013 Wikariuszem Generalnym został mianowany ks. kan. Artur Jan Sitko.
13 kwietnia 2014 bp Jerzy Rybka udzielił święceń kapłańskich dwóm diakonom oraz święceń diakonatu trzem klerykom. Nowo wyświęceni kapłani objęli parafię w Krakowie oraz duszpasterstwo chorych i wychodzących z uzależnień. Diakoni odbywają praktyki przy swoich rodzinnych parafiach i przygotowują się do kapłaństwa oraz duszpasterstwa w parafiach w Poznaniu i Szczecinie.
W listopadzie 2014 ks. Stanisław Będzieszak wraz ze swoją parafią odszedł z Polskiego Narodowego Katolickiego Kościoła w Kanadzie - Senioratu Misyjnego w Polsce, który wspólnie zakładał z ks. Adamem Rośkiem, i nawiązał współpracę z biskupem Jerzym Rybką. 12 grudnia 2014, zgodnie z decyzją abp. Augustína Bačinskiego, ks. Stanisław Będzieszak otrzymał tytuł kanonika
W dniach 18–20 czerwca 2016r. odbyła się I sesja IV Synodu Kościoła. Zgodnie ze Statutem Kościoła, obradom przewodniczył bp Jerzy Rybka. W spotkaniu uczestniczył również abp Augustín Bačinsky. Podczas obrad Synodu na biskupa dla Ordynariatu Zgromadzeń Zakonnych został wybrany ks. kan. Tomasz Rybka. 25 listopada 2017 w Fatimie przyjął sakrę biskupią z rąk abp. António José da Costa Raposo. 9 września 2018 ks. kan. Stanisław Będzieszak zgodnie z uchwałą Rady Kościoła otrzymał z rąk bpa Tomasza Rybki tytuł prałata tytularnego oraz został delegatem biskupa ordynariusza na Pomorze Zachodnie i Niemcy. W lipcu 2022 roku w jurysdykcję PNKK przyjęto byłą anglokatolicką wspólnotę z Pakistanu, na czele której stanął biskup Ilyas Raza Nawab.

## Nauka PNKK w RP
Kościół uznaje papieża za najczcigodniejszego wśród wszystkich Pasterzy Kościoła Powszechnego. Kult do Matki Bożej i świętych jest zachowany. Wierni kościoła najwyższą cześć oddają Bogu, zaś komunia św. jest udzielana pod dwiema postaciami: ciała i krwi Pańskiej. W okresie wielkiego postu odprawiane są droga krzyżowa i gorzkie żale. Kościół młodzieży do 18. roku życia nakazuje spowiedź w konfesjonale, pozostałym wiernym odpuszcza się grzechy na mszy św. podczas spowiedzi powszechnej. Liturgia Polskiego Narodowego Kościoła Katolickiego jest zbliżona do liturgii Kościoła Rzymskokatolickiego.
Księży nie obowiązuje celibat. W Kościele obowiązują stroje liturgiczne podobne jak w Kościele rzymskokatolickim, administratorowi kościoła przysługują prawo noszenia sutanny z granatowym – niebieskim obszyciem, biret z niebieskim pomponem oraz krzyż na piersi i sygnet.
W Polskim Narodowym Katolickim Kościele w RP następuje obecnie duża rotacja wiernych i duchownych. Od 2006 kilkoro wyświęconych duchownych lub przyjętych do seminarium alumnów zrezygnowało z członkostwa we wspólnocie – część z nich powróciła jako świeccy lub czynni duchowni do Kościoła Polskokatolickiego, a część do grupy "Reformowanego" PNKK w RP (obecnie pod nazwą Katolicki Kościół Narodowy w Polsce).

## Symbole PNKK w RP
- Godłem PNKK w RP jest otwarta księga Ewangelii, wsparta o krzyż i palmę, na tle promieniującej tarczy słonecznej z napisem "Prawdą, Pracą, Walką, Zwyciężymy!";
- Hymnem PNKK w RP jest pieśń "Tyle lat, my, Ci o Panie".

## Jednostki Kościelne

### Parafie Polskiego Narodowego Kościoła Katolickiego w Rzeczypospolitej Polskiej
- Parafia Centralna Dobrego Pasterza w Warszawie,
- Parafia św. Bernarda z Clairvaux w Drawnie, proboszcz: bp Stanisław Będzieszak
- Parafia Zakonna Matki Boskiej Nieustającej Pomocy w Starogardzie Gdańskim, proboszcz: ks. Rafał Gęmborys
- Parafia Matki Bożej Fatimskiej w Sopocie,
- Parafia Zakonna św. Jana Ewangelisty w Szczecinie,
- Parafia Zakonna św. Marii Magdaleny w Miejskiej Górce - proboszcz: ks. Damian Kokot
- Parafia pw. Św Hildegardy z Bingen w Borowej - proboszcz: ks. Przemysław Knop

### Zakonne jednostki w Ordynariacie Zakonów i Zgromadzeń Zakonnych Polskiego Narodowego Kościoła Katolickiego w Rzeczypospolitej Polskiej
- Zgromadzenie Zakonne Dobry Samarytanin,
- Zgromadzenie Zakonne Dobre Samarytanki,
- Zgromadzenie Zakonne św. Hildegardy z Bingen - Ekumeniczni Oblaci Cysterscy,
- Juniorat Zgromadzenia Zakonnego św. Hildegardy z Bingen
- Prowincja Łódzka ZZSH p.w. św. Michała Archanioła,
- Ośrodek Medycyny Klasztornej w Drawnie,
- Ośrodek Opiekuńczo-Wychowawczy im. św. Filipa Nerii w Drawnie
- Dom Opieki Samarytanin w Warszawie,
- Kongregacja św. Łazarza,
- Franciszkańskie Bractwo Misjonarzy Av. Av. Pie Crene, 85-Benedict Bentes, Maceió - AL (Brazylia)
- Kongregacja Braci Misjonarzy

- Ośrodek Terapii Uzależnień PNKK w RP Borowa Oddział Zachodni w Borowej ul. Lipowa 34, Borowa

### Wyższe Seminarium Duchowne Polskiego Narodowego Katolickiego Kościoła w RP im. bpa Józefa Padewskiego
Wyższe Seminarium Duchowne Polskiego Narodowego Katolickiego Kościoła w RP im. bpa Józefa Padewskiego w Warszawie to jedyne seminarium duchowne Polskiego Narodowego Katolickiego Kościoła w RP, założone w początkach 2006 przez ks. kan. adm. Tomasza Rybkę, ale szukające swojej genezy w okresie XX-lecia międzywojennego, kiedy to w Polsce prężnie działał Polski Narodowy Kościół Katolicki. Seminarium kształci przyszłych księży oraz pracowników świeckich pracujących w przyszłości dla dobra wspólnoty, według własnego programu metodyczno-wychowawczego.
Alumni Wyższego Seminarium Duchownego PNKK w RP odbywają swe studia teologiczne na jednej z chrześcijańskich uczelni. Przyjęcie do Seminarium jest więc również warunkowane przyjęciem na studia teologiczne. Obecnie seminarium jednak kształci w szybkim trybie na podstawie zaliczeń odpowiednich przedmiotów. Kościół uznaje seminarium za podstawowe i niezbędne środowisko formacji kandydatów do kapłaństwa. Formacja seminaryjna obejmuje wymiary: ludzki, duchowy, intelektualny i pastoralny. Jej zasadniczym celem jest całkowite związanie z Jezusem Chrystusem, "który wzywa do obcowania z sobą i do udziału w swojej misji zbawienia". Bezpośrednio odpowiedzialnymi za formację w Seminarium są w imieniu Administratora Kościoła - Rektor i wspólnota moderatorów. Zakres studiów teologii dla kandydatów do kapłaństwa obejmuje podstawowe dyscypliny filozoficzne i teologiczne oraz przygotowanie pedagogiczno-katechetyczne i pastoralne. Do głównych przedmiotów należą: nauki biblijne, teologia dogmatyczna, teologia moralna, pastoralna, liturgika, katechetyka, nauka społeczna Kościoła, historia Kościoła, historia filozofii, filozofia systematyczna, antropologia, etyka, psychologia, pedagogika, homiletyka, katechetyka. Ze studiami związane są również praktyki pastoralna i katechetyczna w parafii. Uczelnia nie ma prawa nadawania świeckich tytułów naukowych.

## Statystyki

### Dane według statystycznych ankiet wyznaniowych
| Rok  | Liczba wiernych | Liczba parafii | Liczba kościołów/kaplic | Liczba duchownych |
| ---- | --------------- | -------------- | ----------------------- | ----------------- |
| 2006 | 270             | 1              | 1                       | 3                 |
| 2007 | 550             | 4              | 2                       | 5                 |
| 2010 | 420             | 4              | 3                       | 4                 |
| 2015 | 1192            | 8              | 8                       | 14                |
| 2017 | 1218            | 9              |                         | 15                |
| 2018 | 1218            | 9              |                         | 15                |
| 2019 | 1218            | 9              | 9                       | 15                |
| 2020 | 1213            | 9              | 9                       | 15                |
| 2022 | 1185            | 9              |                         | 12                |

### Dane według wyników spisów powszechnych
| Spis powszechny               | Liczba deklaracji |
| ----------------------------- | ----------------- |
| Narodowy Spis Powszechny 2011 | 453               |
| Narodowy Spis Powszechny 2021 | 462               |